# Tawwabins revolt

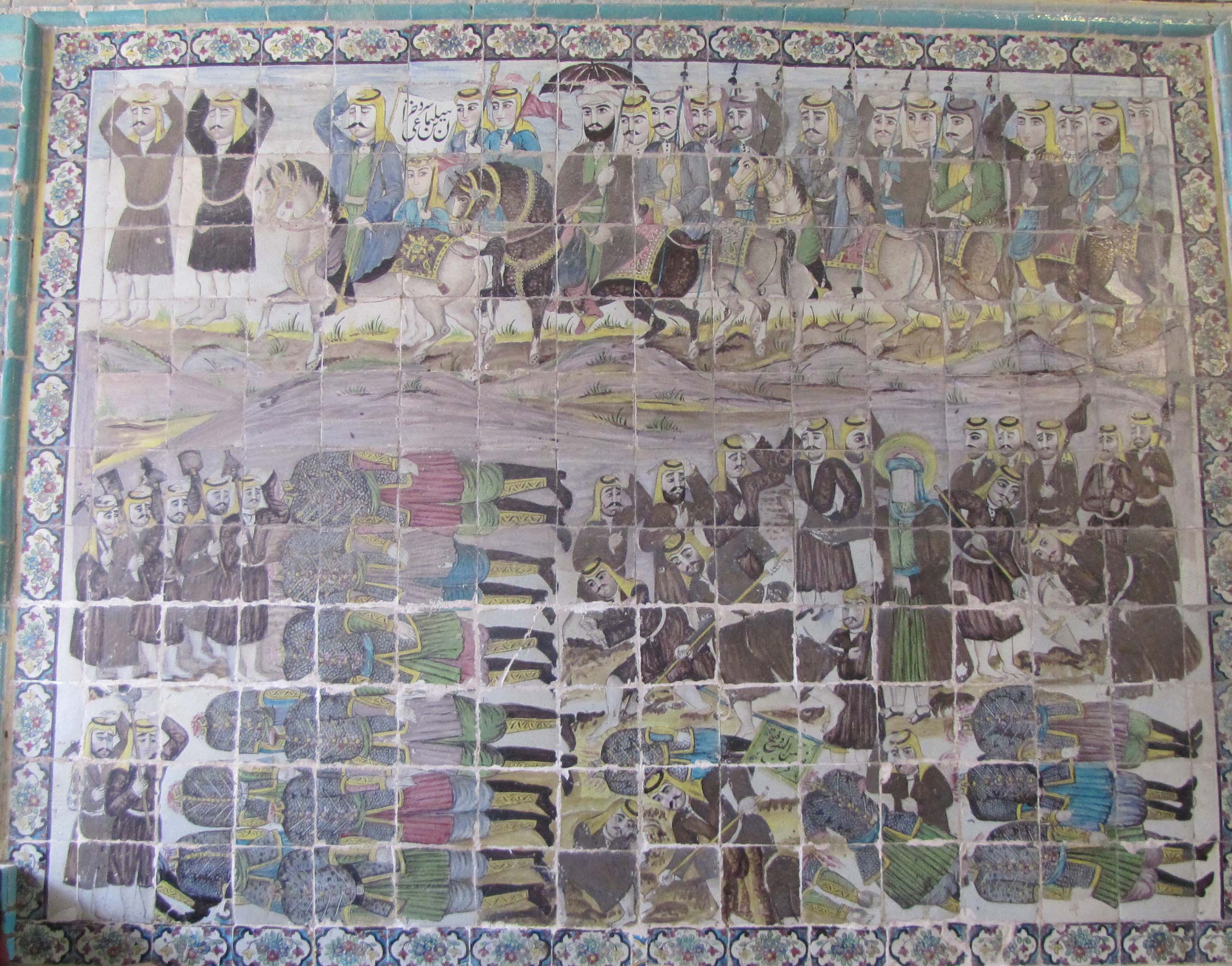
En illustration av Tawwabins motstånd mot umayyaderna.

Tawwabins revolt (arabiska: ثَوْرَة ٱلتَّوَّابِين, 'Thawrat at-Tawwābīn'), eller De ångerfullas revolt, syftar på en revolt som leddes av en grupp shiamuslimer från Kufa som ångrade att de inte hade hjälpt den tredje shiaimamen Husayn ibn Ali i Slaget vid Karbala. I en konferens tillkännagav de att de skulle förtjäna Guds missnöje om de inte hämnades Husayns blod. De blev totalt fyra tusen personer och lämnade Kufa för att strida mot umayyaderna år 685. De förlorade slaget och ledarna för Tawwabin, bland annat Sulayman ibn Surad, dödades. Denna revolt banade vägen för shiiterna att fortsätta göra motstånd mot umayyaderna, och för en annan shiitisk revolt, vilken var Mukhtars revolt.